# Roya pseudoclosterium
Roya pseudoclosterium là một loài Song tinh tảo trong họ Mesotaeniaceae, thuộc chi Roya.